# تکامسا، انتاریو
تکامسا، انتاریو (به انگلیسی: Tecumseh, Ontario) یک منطقهٔ مسکونی در کانادا است که در شهرستان اسکس، انتاریو واقع شده‌است. تکامسا ۲۳٬۲۲۹ نفر جمعیت دارد.

## خواهرخوانده
شهر فروزینونه خواهرخواندهٔ تکامسا، انتاریو هست.